# سيدني شنايدر
سيدني شنايدر (بالإنجليزية: Sydney Schneider)‏ هي لاعبة كرة قدم جامايكية، ولدت في 31 أغسطس 1999 في دايتون في الولايات المتحدة. شاركت مع منتخب جامايكا الوطني لكرة القدم للسيدات. أما مع النوادي، فقد لعبت مع UNC Wilmington Seahawks ‏.

## وصلات خارجية
- سيدني شنايدر على موقع الاتحاد الدولي (مؤرشف)  (الإنجليزية)
- سيدني شنايدر على موقع قاعدة بيانات كرة القدم.إي يو (الإنجليزية)
- سيدني شنايدر على موقع Soccerway.com (الإنجليزية)